# Панамериканський комітет стандартів (КОПАНТ)
Панамериканський комітет стандартів існує з 1961 року і об'єднує національні організації Аргентини, Болівії, Бразилії, Чилі, Колумбії, Коста-Рики, Еквадору, Домініканської республіки, Мексики, Панами, Парагваю, Перу, Тринідад і Тобаго, Уругваю, Венесуели, а також регіональні організації п'яти країн: Коста-Рики, Сальвадору, Гватемали, Гондурасу і Нікарагуа *.
* До 1975 р в КОПАНТ брав участь Американський національний інститут стандартів.
Головна мета організації — усунення технічних бар'єрів у регіональній торгівлі.
Шлях до досягнення цієї мети КОПАНТ бачить у розвитку співпраці між країнами-членами з розробки і широкого застосування регіональних стандартів, пропаганді стандартизації як засобу реалізації досягнень науково-технічного прогресу; сприяння вибору проблематики в напрямках національної стандартизації; активізації участі латиноамериканських країн в роботах ISO та ІЕС і сприяння максимально можливої гармонізації регіональних нормативних документів з вимогами міжнародних організацій. В цьому напрямку КОПАНТ вважає за необхідне застосовувати регіональну стандартизацію в тих областях, які не охоплені міжнародними стандартами або пов'язані зі специфікою, що вимагає встановлення особливих регіональних норм і правил.
Організаційна структура КОПАНТ традиційна. На чолі — Генеральна асамблея — вищий орган, в якому представлені всі країни-члени. На три роки обирається Виконавча Рада, виконавчий секретар і Технічний координаційний секретаріат. Робочими органами є технічні комітети, діяльність яких координується спеціальними комісіями: з розвитку, по законам і регламентам; по сертифікації та знаків відповідності, з фінансів, з метрології.
Найбільш вагома заслуга КОПАНТ — організація прийняття державами регіону метричної системи вимірів і сприяння переходу на неї.
Основні напрями діяльності КОПАНТ:
- розвиток співробітництва між країнами-членами в розробці й застосуванні регіональних стандартів, пропаганді стандартизації як засобу реалізації досягнень науково-технічного прогресу (розроблені нормативні документи приймаються країнами-членами як національні після того, як їхні проекти будуть ухвалені всіма членами ІНСТА)
- сприяння вибору проблематики в напрямках національних стандартизацій
- активізація участі латиноамериканських країн у роботах ІСО і МЕК і сприяння гармонізації регіональних нормативних документів з вимогами міжнародних організацій
- застосування регіональної стандартизації в тих сферах, що не охоплені міжнародними стандартами, або пов'язані зі специфікою, що вимагає встановлення регіональних норм і правил
- удосконалення роботи національних організацій країн-членів, зокрема навчання і підвищення кваліфікації фахівців, що працюють у національних органах зі стандартизації
Діяльність КОПАНТ спрямована також і на вдосконалення роботи національних організацій країн-членів, зокрема, навчання і підвищення кваліфікації фахівців, що працюють в державних установах по стандартизації.